# Laocnemis borowieci
Laocnemis borowieci (лат.) — вид термитофильных жуков-чернотелок, единственный в составе рода Laocnemis из подсемейства Tenebrioninae. Эндемик Лаоса (Юго-Восточная Азия). Назван в честь польского колеоптеролога профессора Lech Borowiec.

## Описание
Термитофильный вид жуков-чернотелок. Характеризуется широкими надкрыльями, крупными передними бёдрами, медиальным контактом глаз на лице, килевидными приподнятыми щеками, прямоугольными и не выступающими задними углами переднеспинки, килеватыми интервалами надкрылий, широкими и короткими голенями с внешней бороздкой на каждой. Вид был впервые описан в 2023 году по материалам из Лаоса и выделен в монотипический род из состава трибы Amarygmini подсемейства Tenebrioninae.